# Sanç Capdevila i Felip
Sanç Capdevila i Felip (Maldà, 11 de desembre de 1883 — Maldà, 19 de setembre de 1932) va ser un prevere, arxiver i historiador català.
Fill d'una família benestant, va estudiar al Seminari i a la Universitat Pontifícia de Tarragona. Va ser ordenat prevere el 19 de setembre de 1908. Va ser vicari de Sant Martí de Maldà, posteriorment vicari de Guimerà i ecònom de Forès.
Va ser el fundador i primer director de l'Arxiu Històric Arxidiocesà de Tarragona (AHAT) des de 1920 fins al 1932. Tot i la seva formació autodidacta, va tenir accés als darrers avenços de l'arxivística, i els aplicà en la catalogació i ordenació dels arxius parroquials.
Va publicar algun opuscle sobre arxivística i un important nombre de monografies sobre els castells de Maldà i Arbeca, els santuaris del Tallat, la Bovera i Sant Magí de la Brufaganya, esglésies, confraries, etc. També va escriure diversos articles de temàtica històrica en diaris i revistes.
També va investigar i recopilar, per indicació del cardenal Vidal i Barraquer, la legislació eclesiàstica existent favorable a l'ús del català en la catequesi i la predicació.
L'any 1931 va ser nomenat, prèvia oposició, canonge arxiver de la Catedral de Tarragona. Va morir a Maldà el 19 de setembre de 1932.
L'any 2003, l'Ajuntament de Tarragona li va dedicar un carrer.